# Breakfast
Breakfast är debutalbumet av den svenska rockgruppen Lambretta, utgivet den 21 november 1999 på Universal Music Group. Det producerades av gruppens gitarrist Anders Eliasson, som också skrev merparten av låtarna. Albumet innehåller singlarna "Blow My Fuses", "Absolutely Nothing" och "I'm Coming Home"; de två förstnämnda nådde plats 42 respektive 57 på Sverigetopplistan.

## Inspelning
Breakfast spelades huvudsakligen in vid Nordic Sound Lab i Skara och Puk Recording Studios i Kærby. Stråkinstrument spelades in vid ICN Polyart Studio i Prag.

## Låtlista
Alla låtar är skrivna och komponerade av Anders Eliasson, där inget annat anges. 
| Nr  | Titel               | Kompositör            | Längd |
| --- | ------------------- | --------------------- | ----- |
| 1.  | Hello               |                       | 1:27  |
| 2.  | Breakfast           |                       | 4:11  |
| 3.  | Blow My Fuses       |                       | 2:51  |
| 4.  | So Unreal           |                       | 5:17  |
| 5.  | Absolutely Nothing  | Eliasson, Lars Nissen | 3:32  |
| 6.  | Get Away            | Petter Lantz          | 3:43  |
| 7.  | 45 Rpm              |                       | 3:28  |
| 8.  | Don't Ever          |                       | 4:21  |
| 9.  | 1965                |                       | 3:26  |
| 10. | Riding on the Stars | Lantz, Ola Sivefäldt  | 2:51  |
| 11. | I'm Coming Home     |                       | 2:31  |
| 12. | Dream Police        | Rick Nielsen          | 3:28  |
| 13. | And All the Roses   |                       | 5:11  |

## Banduppsättning
- Anders Eliasson – gitarr, keyboard
- Petter Lantz – bas
- Tomas Persic – trummor
- Linda Sundblad – sång